# Nyeanella tsaratanana
Nyeanella tsaratanana är en fjärilsart som beskrevs av Pierre E.L. Viette 1968. 
Nyeanella tsaratanana ingår i släktet Nyeanella och familjen nattflyn. Inga underarter finns listade i Catalogue of Life.